# 天垒城一
天垒城一（英語：ξ Aqr / ξ Aquarii）是宝瓶座的一颗恒星，距离地球约179光年，英文名為Bunda。
它的光谱型为A7V，视星等+4.68。这是一个分光双星系统，绕行周期为8016天。
天垒城一和虚宿一（宝瓶座β）、天壘城二（摩羯座46）一起被称为Saʽd al Suʽud，这个名字来自于阿拉伯语سعد السعود, 意思为“幸中之幸”。